# Абайская (шахта)
Шахта «Аба́йская» — угледобывающее предприятие угольного департамента компании АО «АрселорМиттал Темиртау». Создана в июле 1998 года путём объединения шахт имени М. И. Калинина (до 1971 — шахта № 9 — Шерубайнуринская) и «Абайская» (до 1971 — шахта № 6—7 Шерубайнуринская). Расположена в городе Абай Карагандинской области, единственная работающая из пяти шахт, существовавших в 1980-х в городе. Входила в состав треста «Абайуголь», в 1970-м вошедшего в состав комбината «Карагандауголь».

## История
Технический проект шахты имени Калинина проектной годовой мощностью 900 тысяч тонн угля разработан институтом «Карагандагипрошахт». Заложена в 1955-м, в 1961 году сдана в эксплуатацию.
Проект шахты «Абайская» был разработан институтом «Карагандагипрошахт» в 1949 году. Проектная мощность составляла 600 тысяч тонн угля в год. В 1954 году была введена в эксплуатацию.
По контракту от 26 сентября 1996 года шахты имени Калинина и «Абайская» оказались в числе 15 шахт, переданных в собственность ОАО «Испат-Кармет». В 1998 году были объединены, при этом АБК и рабочее поле «Абайской» были закрыты, с сохранением названия последней для объединённой шахты. Для улучшения проветривания шахты были введены в эксплуатацию вертикальные стволы.

## Аварии
- 16 февраля 1958 года — при строительстве шахты «Абайская» в результате обрушения погибли 6 проходчиков.
- 17 октября 1980 года — взрыв метана в забое просека 2 центр, промышленного штрека № 41 пласта k18, погибло 7 человек (шахта имени Калинина).
- 11 января 2008 года — взрыв газа в лаве 32К10-С, 30 погибших (7 человек погибло, 23 признаны погибшими и навсегда остались в лаве)[9].
- 07 ноября 2021 года - в забое вентиляционного штрека 3-К10 произошел внезапный выброс метана, 6 человек погибли на месте ЧП, двое получили сильное отравление.

## Описание
На шахте добываются коксующиеся и энергетические угли марок К и ОС. Опасна по внезапным выбросам угля и газа. Выемка угля производится при помощи очистного комбайна SL-300, тип механизированной крепи — 2ОКП70К. Горно-проходческие комбайны типа ГПКС, КСП-32 и КСП-35 используются для проходки горных выработок. Уголь транспортируется по главным выработкам ленточными конвейерами. Материалы и оборудование к забоям доставляется напочвенными дизелевозами фирм «Феррит» (Чехия) и «Шарф» (Германия).
Добыча угля в год — 1 млн тонн угля, в 1985-м — 884,7 тысяч тонн угля шахта «Абайская», 1351 тысяч тонн угля шахта имени Калинина. Для коксования уголь направляется на абайскую ЦОФ «Восточная».

## Персоналии
- Ульянин, Фёдор Иванович (1915—1944) — Герой Советского Союза (1944, посмертно), майор, участник Великой Отечественной войны. В 1931-35 годах работал на шахте № 17 имени Калинина посадчиком[12].